# Ville di delizia della Lombardia
Le Ville di delizia della Lombardia sono le residenze costruite dalla nobiltà milanese come ritiro estivo e risalgono a un periodo variabile che oscilla tra il XV e XX secolo. Le ville sono dislocate in un vasto territorio che comprende l'area metropolitana di Milano e la Brianza, le province di Bergamo, Como e Lodi, oltre che, in minima parte, il Piemonte.

## Storia
Il territorio della Brianza è caratterizzato dalla presenza diffusa delle Ville Gentilizie, anche dette Ville di delizia, abitazioni fatte costruire nel corso dei secoli dalle ricche famiglie milanesi che qui vi trascorrevano i periodi di vacanze e riposo. Il termine "Ville di delizia" fu coniato da Marc'Antonio Dal Re nell'opera Ville di delizia o siano Palaggi camparecci nello Stato di Milano. Il testo, pubblicato in due edizioni successive nel 1726 e nel 1743, è una sintesi sull'architettura delle ville del periodo: tutti i palazzi gentilizi citati nell'opera si trovano in Lombardia, con l'eccezione di Palazzo Borromeo, costruito nell'Isola Madre (provincia di Verbano-Cusio-Ossola, in Piemonte).

## Lista parziale delle Ville di delizia

### Ville di delizia in provincia di Bergamo
| Immagine | Nome             | Comune               | Note |
| -------- | ---------------- | -------------------- | --- |
|          | Palazzo Visconti | Brignano Gera d'Adda | Complesso architettonico composto da tre edifici (Palazzo Vecchio, Palazzo Nuovo e dall'antico nucleo difensivo risalente al XIII secolo), fu costruito tra il XIV e il XVIII secolo per volontà della famiglia Visconti. |

### Ville di delizia in provincia di Como
| Immagine | Nome           | Comune     | Note |
| -------- | -------------- | ---------- | --- |
|          | Villa Carlotta | Tremezzina | Originariamente denominata Villa Clerici, fu costruita nel XVII secolo per volere del marchese Giorgio II Clerici. Nel XIX secolo la villa venne acquistata dalla principessa Marianna di Orange-Nassau, che la donò alla figlia Carlotta, da cui il nome odierno Villa Carlotta. |

### Ville di delizia in provincia di Lodi
| Immagine | Nome            | Comune  | Note |
| -------- | --------------- | ------- | --- |
|          | Villa Pertusati | Comazzo | Progettata nel XVIII secolo su progetto dell'architetto Francesco Croce, dalla fine del XIX secolo ospita la sede del municipio. |

### Ville di delizia in provincia di Milano
| Immagine | Nome                                | Comune                | Note |
| -------- | ----------------------------------- | --------------------- | --- |
|          | Villa Arconati                      | Bollate               | Nota nel Settecento come "petite Versailles italienne" (piccola Versailles italiana), venne costruita a partire dal XVII secolo per volontà di Galeazzo Arconati.                                                                            |
|          | Villa Alari                         | Cernusco sul Naviglio | Villa rococò edificata nel XVIII secolo. La villa venne commissionata all'architetto Giovanni Ruggeri dalla famiglia Alari. |
|          | Villa Ghirlanda Silva               | Cinisello Balsamo     | Costruita a partire dal XVII secolo per volontà della famiglia Silva, al momento ospita nell'ala meridionale il Museo di Fotografia Contemporanea.                                                                                           |
|          | Palazzo Brentano                    | Corbetta              | Progettato dall'architetto Francesco Croce per il conte Brentano, tesoriere generale del Ducato di Milano, il palazzo, dopo una serie di passaggi di proprietà, accoglie oggi l'Istituto "San Girolamo Emiliani" gestito dai padri somaschi. |
|          | Villa Visconti Borromeo Arese Litta | Lainate               | Costruita a partire dal XVI secolo su impulso di Pirro I Visconti Borromeo, passò in un secondo momento alla famiglia Litta. |
|          | Villa Clerici                       | Milano                | Eretta nel XVIII secolo per opera dell'architetto Francesco Croce su commissione della famiglia Clerici. |
|          | Villa Simonetta                     | Milano                | Edificata alla fine del XV secolo e poi più volte ampliata e ristrutturata. Oggi la villa è di proprietà comunale ed è sede della Civica Scuola di Musica "Claudio Abbado".                                                                  |

### Ville di delizia in provincia di Monza e Brianza
| Immagine | Nome                          | Comune         | Note |
| -------- | ----------------------------- | -------------- | --- |
|          | Villa Borromeo d'Adda         | Arcore         | Complesso di edifici circondato da un parco, risalenti al XVII-XVIII secolo; costruito su committenza della famiglia D'Adda, poi passata in eredità nel 1911 alla famiglia Borromeo D'Adda. |
|          | Villa San Martino             | Arcore         | Realizzata nel XVIII secolo dalla famiglia Giulini, poi passata alla famiglia Casati Stampa. Dal 1974 è di proprietà della famiglia Berlusconi. |
|          | Villa Sormani                 | Brugherio      | Edificata nel XVII secolo su impulso della famiglia Silva, passò di mano prima alla famiglia Bolagnos, poi Andreani, Sormani, Verri e infine Stanzani. |
|          | Villa Cusani Confalonieri     | Carate Brianza | Il nucleo originario della villa era costituito da un castello eretto nell'XI secolo; distrutto da Federico Barbarossa nel 1162, venne ricostruito poco dopo. La completa trasformazione del complesso avvenne nel XVI secolo per opera della famiglia Confalonieri. Nel corso del secolo successivo, decaduta la funzione difensiva dell'edificio, la famiglia decise di trasformarlo in residenza nobiliare, trasformando l'antica costruzione turrita nell'edificio che si può vedere oggi. |
|          | Palazzo Arese Borromeo        | Cesano Maderno | Edificata nel XVII secolo per affermare il potere di Bartolomeo III Arese. |
|          | Villa Cusani Tittoni Traversi | Desio          | Edificata nel XVIII secolo dalla famiglia Cusani su progetto di Giuseppe Piermarini, fu completamente rinnovata in stile eclettico dalla famiglia Traversi nella prima metà del XIX secolo. |
|          | Villa Pusterla                | Limbiate       | Edificata a partire dal XIV secolo per volere della famiglia Pusterla, passò nei secoli successivi prima alla famiglia Carcano, poi Arconati e infine Crivelli. Nel 1863, il palazzo con le dipendenze e i fondi terrieri, fu acquisito dalla Provincia di Milano che destinò il complesso come succursale dell'ospedale psichiatrico di Milano. |
|          | Villa Baldironi Reati         | Lissone        | Costruita nel XVI-XVII secolo per volontà della famiglia Baldironi, passò nei secoli successivi prima alla famiglia Paleari e infine alla famiglia Reati. |
|          | Villa Magatti                 | Lissone        | Costruita sul finire del 1600 per volere dei conti Candiani, attualmente è aperta al pubblico solo in rare e particolari occasioni o mostre. |
|          | Villa Antona Traversi         | Meda           | Edificata all'inizio del XIX secolo attraverso la trasformazione dell'antecedente monastero medievale intitolato a San Vittore (soppresso nel 1798) su progetto di Leopoldo Pollack. L'edificio monastico fu acquistato da Giovanni Giuseppe Maunier, commerciante di Marsiglia e fornitore dell’esercito francese, che commissionò la trasformazione in villa neoclassica. |
|          | Villa Reale                   | Monza          | Realizzata a partire dal 1777 dall'architetto Giuseppe Piermarini per volere dell'imperatrice Maria Teresa d'Austria che ne commissionò la realizzazione come residenza di campagna per il figlio, Ferdinando. |
|          | Villa Mirabello               | Monza          | Costruita a partire dal 1656 su committenza della famiglia Durini. |
|          | Villa Torneamento             | Monza          | Costruita a partire dal 1740 su committenza della famiglia Blondel su un luogo in cui si era usi esercitarsi con le armi, da qui il nome di "Torneamento". Oggi Scuola dell'Infanzia, Scuola Primaria paritaria e Comunità Educativa per minori. |
|          | Villa Bagatti Valsecchi       | Varedo         | Villa in stile eclettico la cui costruzione iniziò nel 1882 per volontà della famiglia Bagatti Valsecchi. |
|          | Villa Gallarati Scotti        | Vimercate      | Edificata a partire dal XVII secolo per volontà della famiglia Gallarati Scotti. |

## Ville Aperte in Brianza
Nel 2003 è stata istituita la manifestazione Ville Aperte in Brianza, una rassegna di alcune giornate in cui i palazzi, sia quelli pubblici sia quelli privati, sono aperti al pubblico e resi visitabili. La manifestazione conta ogni anno due edizioni (una primaverile e una autunnale) e, nel corso degli anni, è arrivata a coinvolgere ben cinque province lombarde (Como, Lecco, Milano, Monza e Brianza, Varese). La manifestazione ha riscosso successo fin dalle prime edizioni e il numero di visitatori è aumentato nel corso degli anni, arrivando a superare le 52.000 presenze nell'edizione autunnale 2024. L'apertura straordinaria ha coinvolto anche palazzi esterni al sistema delle Ville di delizia, come chiese, cascine e castelli.